# Holocè
L'Holocè o Holocé és l'època geològica que començà fa 0,0117 milions d'anys i encara dura. Es tracta de la segona època del període Quaternari i la setena de l'era del Cenozoic.
El començament de l'Holocè ve marcat pel període fred del Dryas recent, cap al final del Plistocè. El final del Dryas recent ha estat datat vers el 9600 aC. Tanmateix, no hi ha proves del Dryas recent enlloc més que a l'hemisferi nord. L'Holocè comença cap al tard del retrocés de les glaceres del Plistocè. El nom ve de les paraules gregues holos ('complet') i ceno ('nou'). Es divideix en els estatges faunístics Grenlandià, Norgripià i Megalaià (de més antic a més recent).
L'única espècie humana que ha viscut en aquesta època ha estat Homo sapiens, que durant aquests últims mil·lennis va desenvolupar l'agricultura i la civilització, ocasionant importants canvis en el medi ambient. Per aquest fet, alguns científics proposen substituir el nom per Antropocè.

## Origen
El terme Holocè va ser usat per primera vegada per Paul Gervais en 1867 per referir-se a l'actual període càlid després de l'última glaciació i va ser adoptat com a unitat de l'escala internacional de temps geològic pel Congrés Geològic Internacional de 1885 (actualment sota els auspicis de la Unió Internacional de Ciències Geològiques). La definició formal com a sèrie i època del Quaternari es va produir el 2005, establint-se la secció estratotip i punt de límit global (GSSP) en un testimoni de gel pres a Groenlàndia.

## Breu història
| Història universal |                     |                     |                         |                     |
| Prehistòria        |                     |                     |                         |                     |
| Edat antiga        | Antiguitat clàssica | Antiguitat clàssica | Antiguitat clàssica     | Antiguitat clàssica |
| Edat antiga        | Antiguitat tardana  |                     |                         |                     |
| Edat mitjana       | Alta edat mitjana   | Alta edat mitjana   | Alta edat mitjana       | Alta edat mitjana   |
| Edat mitjana       | Baixa edat mitjana  | Baixa edat mitjana  | Plena edat mitjana      |                     |
| Edat mitjana       | Baixa edat mitjana  | Baixa edat mitjana  | Crisi de l'edat mitjana |                     |
| segle xv           |                     |                     |                         |                     |
| Edat moderna       | segle xvi           | segle xvi           | segle xvi               | segle xvi           |
| Edat moderna       | segle xvii          |                     |                         |                     |
| segle xviii        |                     |                     |                         |                     |
| Edat contemporània | segle xix           | segle xix           | segle xix               | segle xix           |
| Edat contemporània | segle xx            |                     |                         |                     |
| Edat contemporània | segle xxi           |                     |                         |                     |

Al llarg de més del 90% de la seva història, l′Homo sapiens va viure en petits grups nòmades de caçadors-recol·lectors. Quan el llenguatge va adquirir més complexitat, les idees es podien intercanviar ràpidament i passar de generació en generació. L'evolució cultural va superar ràpidament l'evolució biològica. Entre 8.500 i 7.000 aC, els éssers humans de l'Orient Mitjà fèrtil van començar de manera sistemàtica la cria d'animals i el cultiu de plantes: ramaderia i agricultura. Aquestes pràctiques es van estendre a les regions veïnes —encara que també es van desenvolupar independentment en altres llocs—, fins que la majoria d'Homo sapiens van adoptar la vida sedentària en assentaments permanents, com a agricultors.
No totes les societats van abandonar el nomadisme, especialment els que estaven en zones aïllades del planeta pobres en espècies de plantes cultivables, com ara Austràlia. Tot i això, entre aquestes civilitzacions que van adoptar l'agricultura, la seguretat i la productivitat creixent proporcionada cultivant va permetre que la població augmentés. L'agricultura tenia un impacte important; els éssers humans van començar a modificar el medi ambient com mai. Els excedents d'aliments i la divisió creixent del treball van permetre que sorgissin les castes governants o les sacerdotals. Això va conduir a les primeres grans civilitzacions, com la Sumèria a l'Orient Mitjà, entre 4.000 i 3.000 aC, la de l'Antic Egipte a la vall del Nil o la de la vall del riu Indus.
Cap a 3000, l'hinduisme, una de les religions més antigues, que encara es practica avui dia, va començar a prendre forma, si bé s'ha transformat profundament. La invenció de l'escriptura va permetre organitzar-se millor a societats més complexes: el manteniment de registres i els seus arxius van servir com a magatzem d'informació incrementant la transmissió de la cultura, els coneixements i el control. Els éssers humans ja no havien d'utilitzar tot el seu temps per vetllar per la seva supervivència, i l'educació va propiciar la recerca del coneixement i la saviesa. Van sorgir diverses disciplines, incloent les ciències encara que en forma incipient. Noves civilitzacions van sorgir, comerciant pacíficament entre elles o participant en guerres per la conquesta de territoris i recursos. Van sorgir els primers imperis a l'Orient Mitjà, Egipte, l'Índia i la Xina. Posteriorment a Grècia, Roma i Constantinoble.
A Amèrica, es considera que l'home ja transformava el seu entorn natural, almenys des de mitjans de l'Holocè.

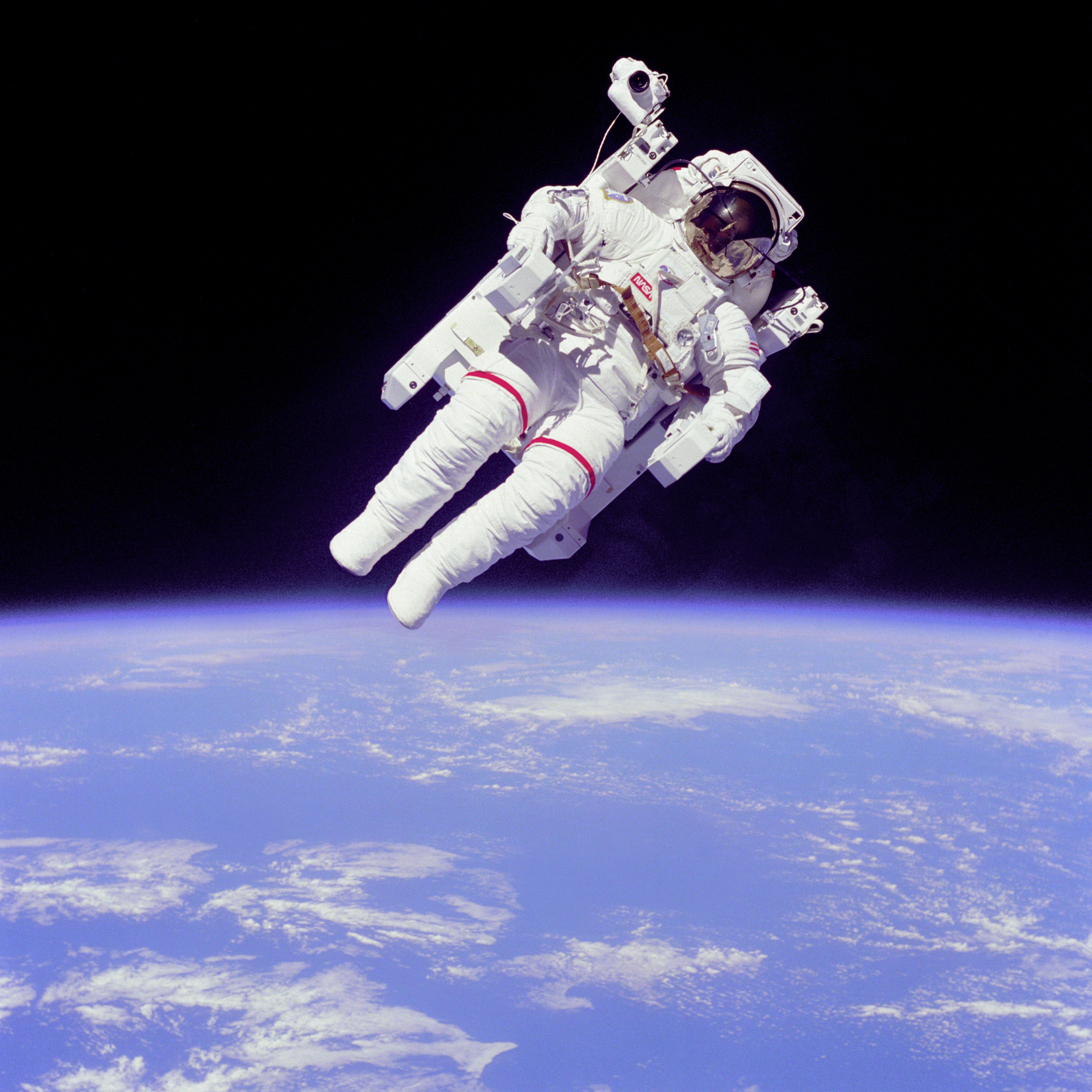
Quatre mil cinc-cents milions d'anys després de la formació del planeta, l'espècie humana va viatjar fora de la biosfera i per primera vegada va poder contemplar l'esfera terrestre des de l'espai.

A Europa, després de l'edat mitjana, va sorgir el Renaixement a Itàlia (segle xiv), que va aportar grans avenços en art i ciència. Hi va haver importants canvis religiosos. Al començament del 1500, la civilització europea va començar a experimentar els canvis que van conduir a la revolució científica i industrial: aquest continent va començar a exercir una dominació política i cultural sobre les societats humanes de tot el planeta. De 1914 a 1918 i de 1939 a 1945, la majoria de les nacions del món van estar embolicades a les guerres mundials. Creada després de la Primera Guerra Mundial, la Societat de Nacions va ser un primer pas cap a un govern mundial; després de la Segona Guerra Mundial va ser substituïda per l'ONU. El 1992, diversos països europeus, es van associar per formar la Unió Europea.
Amb la millora del transport i les telecomunicacions, l'economia i els assumptes polítics de les nacions de tot el món han esdevingut cada cop més interdependents. Aquesta globalització ha produït sovint la discòrdia o periòdiques crisis econòmiques multinacionals, encara que també un major intent de col·laboració internacional.

## Geologia
La deriva continental en un període relativament curt com són 10.000 anys és negligible, de menys d'un quilòmetre. Tanmateix, el nivell del mar va augmentar en uns trenta-cinc metres a principis de l'Holocè a causa del desglaç polar. A més, moltes àrees més enllà de 40 graus de latitud havien estat pressionades pel pes de les glaceres del Plistocè i es van elevar fins a 180 metres durant el Plistocè superior i l'Holocè.

Canvi del nivell del mar durant l'Holocè.

L'augment del nivell del mar i la depressió terrestre temporal van permetre incursions marines temporals en àrees que ara són lluny del mar. Hom coneix fòssils marins de l'Holocè de llocs com Vermont, Quebec, Ontario o Michigan. A part de les incursions marines a altes latituds, associades amb la depressió glacial, els fòssils de l'Holocè es troben principalment en fons de llacs, planes inundables i dipòsits de cavernes. Els dipòsits marins de l'Holocè en costes de baixa latitud són rars perquè l'augment en el nivell del mar durant l'època excedeix qualsevol altre augment d'origen no glacial.
A part de les incursions temporals, l'ajustament post-glacial en l'àrea d'Escandinàvia va resultar en l'evolució del mar Bàltic. La regió encara s'eleva avui en dia, causant petits terratrèmols al nord d'Europa. L'esdeveniment equivalent a l'Amèrica del Nord va ser el restabliment de la badia de Hudson, ja que es va reduir de la fase més gran i immediata del mar de Tyrrell post-glacial, fins a prop dels seus límits actuals.

## Clima

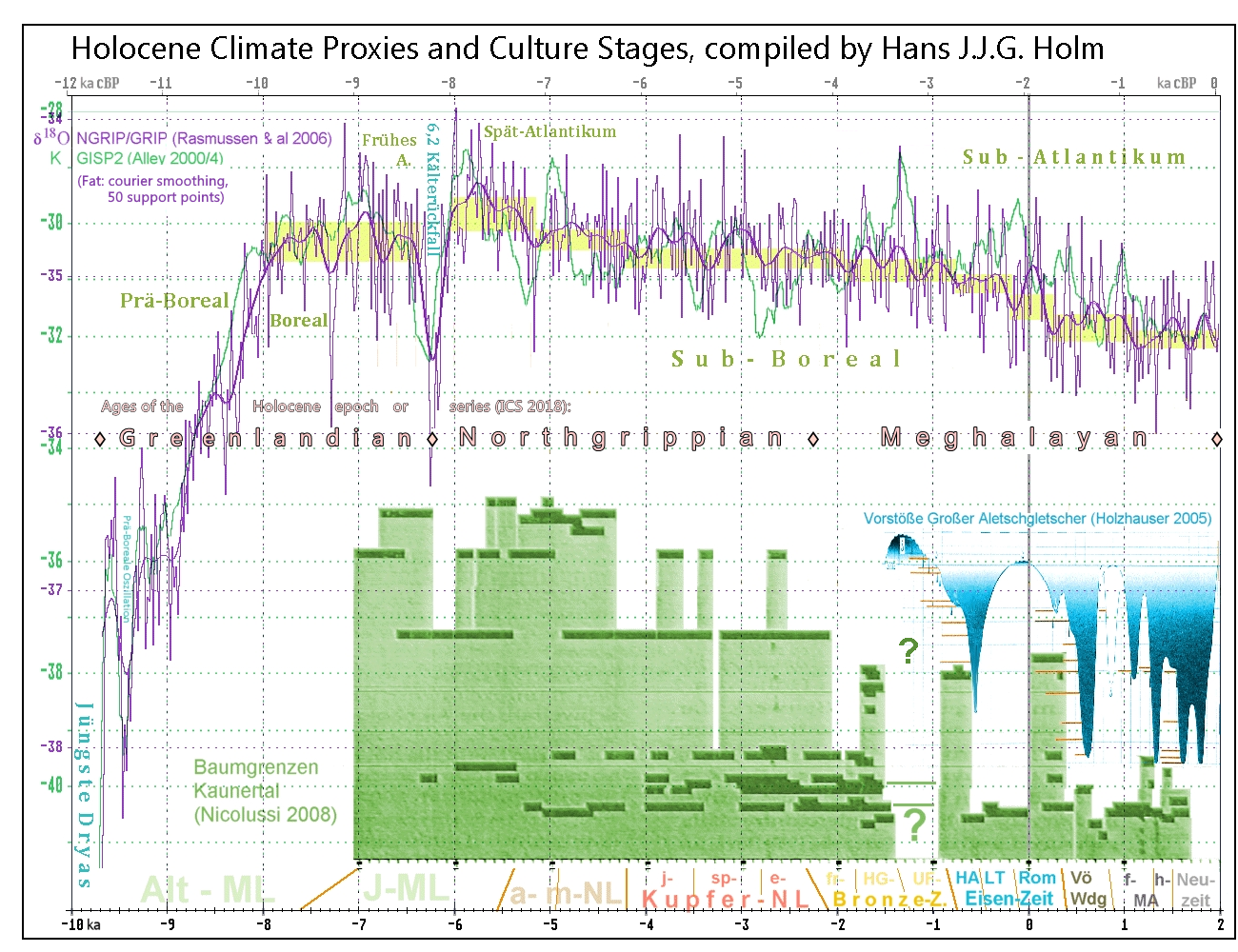
Combinació d'indicadors de temperatura ("proxies") per al nord-oest d'Europa a partir dels nuclis de gel de Groenlàndia i extensions de glaceres alpines, amb subdivisions de tres disciplines.

Tot i que els canvis geogràfics durant l'Holocè van ser menors, les variacions climàtiques van ser d'una gran importància. L'anàlisi del glaç mostra que abans de l'Holocè hi havia períodes d'escalfament i refredament global però que els canvis climàtics esdevingueren més regionals al principi del Dryas recent. Tanmateix, la inversió de fred Huelmo/Mascardi a l'hemisferi sud començà abans del Dryas recent i la calidesa màxima va fluir del sud al nord fa entre 11.000 i 7.000 anys. Sembla que hi hagi un patró de sud a nord, amb les latituds meridionals que mostren la màxima calidesa uns quants mil·lennis abans que les regions boreals. També és possible que l'escalfament durant l'Holocè no sigui més que un altre període interglacial i que no representi un final permanent a la glaciació del Plistocè.
Les zones habitables es van expandir cap al nord. Grans zones de mitjana latitud com el Sàhara que abans eren productives esdevingueren deserts. L'època començà amb bastants llacs en zones que ara són bastant àrides.
| Datació Before Present | Datació occidental  | Etapes climàtiques de l'Holocè |
| ---------------------- | ------------------- | ------------------------------ |
| 10.800 bp - 8.800 bp   | 8.800 aC - 6.800 aC | Preboreal                      |
| 8.800 bp - 7.500 bp    | 6.800 aC - 5.500 aC | Boreal                         |
| 7.500 bp - 5.000 bp    | 5.500 aC - 3.000 aC | Atlàntic                       |
| 5.000 bp - 2.500 bp    | 3.000 aC - 500 aC   | Subboreal                      |
| 2.500 bp - actualitat  | 500 aC - actualitat | Subatlàntic                    |

Basant-se en dades representatives de fonts superficials terrestres i marines d'arreu del món, uns científics publicaren el 2013 l'evolució de la temperatura al llarg dels últims 11.000 anys. Als inicis de l'Holocè (de fa 10.000 a 5.000 anys) hi hagué una calor seguida per un refredament de ~0.7 °C de meitat fins a l'Holocè més recent (fa menys de 5.000 anys). Durant la Petita Edat de Gel (segles xiv–xix) ocorregueren les temperatures més fredes de l'Holocè.

## Desenvolupament faunístic i vegetal
A tot el món, els ecosistemes de climes més freds, que abans eren regionals, van recular i es convertiren en "illes" ecològiques de major altitud.
En desaparèixer el fred intens, l'inlandsis deixa progressivament lliure zones glaçades, donant pas a un bosc extens i originant així grans canvis en les distribucions de les plantes i els animals. Un cert nombre d'animals grossos, com el mamut, el mastodont, Smilodon l'homoteri, i l'ós peresós gegant desapareixen, mentre que grans mamífers gregaris d'estepa o tundra migren cap al nord. Les zones desocupades per aquests a més, són omplertes per animals ungulats boscans de mida petita.
Per una altra banda, augmenta la massa forestal que fomenta l'increment dels recursos vegetals, i augmenta la diversitat paisatgística que origina una nova biodiversitat quant a flora es refereix.

## Desenvolupament humà

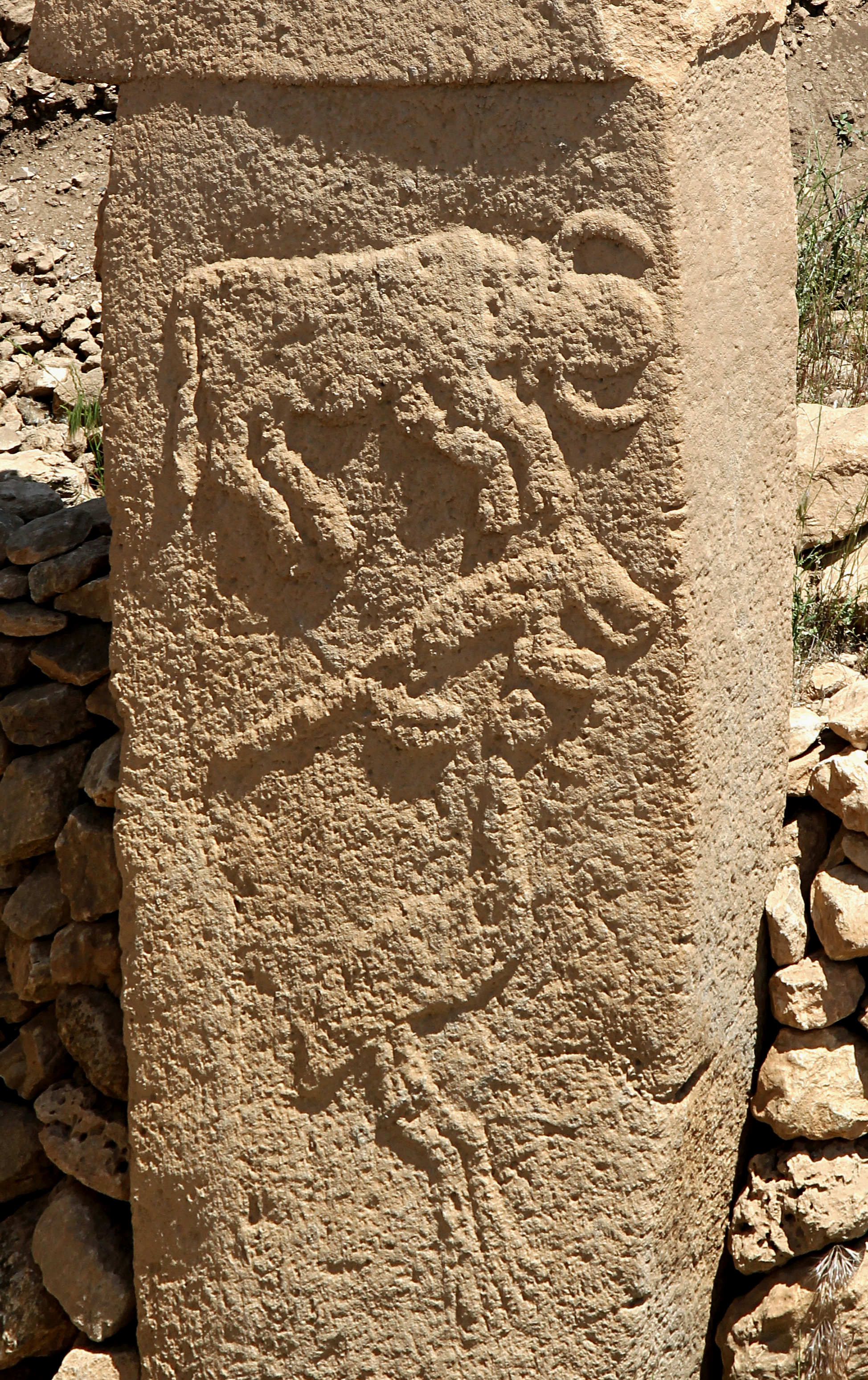
Relleus d'animals a Gobekli Tepe

El començament de l'Holocè es correspon amb el començament del Mesolític a la majoria d'Europa; però en regions com l'Orient Pròxim i Anatòlia, amb una neolitització molt antiga, hom prefereix dir-ne Epipaleolític. Algunes cultures d'aquest període són els Hamburgians, els Federmesser i la cultura Natufiana, amb les quals es van establir per primera vegada els llocs habitats més antics que encara existien a la Terra, com ara Tell es-Sultan (Jericó) a l'Orient Pròxim. També hi ha evidències arqueològiques de proto-religió en llocs com Göbekli Tepe, ja des del IX mil·lenni aC. Ambdós períodes, Holocè i Epipaleolític, són seguits pel neolític preceràmic i pel neolític ceràmic.
L'Holocè final va portar avenços com l'arc i la fletxa i va veure nous mètodes de guerra a l'Amèrica del Nord; els propulsors de llances amb les seves grans puntes van ser substituïdes per l'arc i la fletxa amb les seves puntes més petites. Els pobles construïts en penyasegats defensius indiquen un augment de les activitats bèl·liques, que formen societats avesades a la recol·lecció d'aliments en grups comunitaris per a la seva protecció més que no pas la caça individual.